# Rodrigo Pica Flores
Rodrigo Pica Flores (Santiago de Chile, 26 de febrero de 1979-Santiago de Chile, 20 de junio de 2023) fue un abogado, académico y comentarista y conductor radial chileno. Se desempeñó como ministro del Tribunal Constitucional (TC) de Chile desde 2021 hasta su fallecimiento.

## Biografía
Licenciado en ciencias jurídicas de la Universidad Central de Chile. Obtuvo el título de abogado en 2004 y Magíster en Derecho Constitucional por la Universidad de Talca.

## Trayectoria profesional
Pica se desempeñó como ministro del TC, luego de ser elegido por el Pleno de la Corte Suprema, previo concurso público, para completar el periodo del ministro Domingo Hernández Emparanza, quien cesó sus funciones por alcanzar el límite de edad legal para servir el cargo. El 29 de junio de 2021, fue elegido por la Corte Suprema por un periodo de nueve años, asumiendo el 1 de julio del mismo año.
Fue profesor de Derecho Constitucional de la Universidad Central de Chile (UCEN) desde 2005, y profesor asistente de Derecho Procesal en la Universidad de Chile desde 2011 hasta su muerte. También se desempeñó como docente en la Universidad San Sebastián.
Fue columnista radial de los programas Palabras sacan palabras y Palabra Que Es Noticia de Radio Futuro, donde compartió micrófonos con los periodistas Álvaro Paci y Antonio Quinteros. También condujo el programa La Mesa Coja  sobre vinos, gastronomía y tertulias en Radio Universidad de Chile.

## Fallecimiento
Pica falleció el 20 de junio de 2023, en dependencias de la Facultad de Derecho de la Universidad Central de Chile (UCEN), a causa de un infarto. El TC decretó dos días de duelo por su fallecimiento y envió un comunicado público donde señaló sobre el hecho: "Esta magistratura lamenta profundamente su irreparable pérdida. Tuvimos el honor de compartir su brillante carrera desde el año 2006, primero como abogado asistente, luego como Relator, Secretario Abogado y Ministro". Otras figuras de la política y la academia, como el sociólogo y comentarista Alberto Mayol, también rindieron homenaje a su memoria en sus redes personales y en medios de comunicación.
Al momento de su muerte estaba casado con Francisca Winkler y tenía dos hijos.[cita requerida]